# جان نيغلسكو
جان نيغلسكو (بالرومانية: Jean Negulesco)‏ هو مخرج أفلام وكاتب سيناريو أمريكي.

## الأعمال
- جوني بليندا
- تيتانيك
- ثلاث عملات في النافورة

## وصلات خارجية
- جان نيغلسكو على موقع IMDb (الإنجليزية)
- جان نيغلسكو على موقع الموسوعة البريطانية (الإنجليزية)
- جان نيغلسكو على موقع مونزينجر (الألمانية)
- جان نيغلسكو على موقع ألو سيني (الفرنسية)
- جان نيغلسكو على موقع تيرنر كلاسيك موفيز (الإنجليزية)
- جان نيغلسكو على موقع أول موفي (الإنجليزية)
- جان نيغلسكو على موقع قاعدة بيانات الأفلام السويدية (السويدية)
- جان نيغلسكو على موقع إن إن دي بي (الإنجليزية)
- جان نيغلسكو على موقع ديسكوغز (الإنجليزية)
- جان نيغلسكو على موقع قاعدة بيانات الفيلم (الإنجليزية)